# 이근명 (조선귀족)
이근명(李根命, 1840년 양력 1월 21일 ~ 1916년 양력 6월 11일)은 조선의 의정대신이며 일본 제국으로부터 조선귀족 작위를 받았다. 자는 순구(舜九), 본관은 전의(全義)이다.

## 생애
양부는 공조판서를 지낸 이시민이고 생부는 이흥민으로 이조판서, 근정전 현판서사관을 지냈다.
1871년 과거에 급제한 뒤 관직에 나아갔고, 1886년 이조참판, 1898년 내부대신이 되었다.
을사조약 체결 당시에는 상소를 올려 반대한 기록이 있으나, 1907년부터 친일파로 활동했다. 한국을 방문하는 병든 일본의 왕세자를 환영하고 위로하기 위해 조직한 신사회와 토지 측량을 위한 대한산림협회(총재 이재완)에 가담했다.
1910년 한일 병합 조약 체결 후 10월 16일 일본 정부로부터 자작 작위를 받았고, 은사공채 5만 원을 받았다. 그의 작위는 이충세가 습작했다.

## 가족 관계
- 증조부 : 이득배(李得培)
  - 할아버지 : 이익회(李翊會)
    - 친부 : 이흥민(李興敏)
    - 친모 : 파평인, 윤도일(尹度一)
    - 양부 : 이시민(李時敏)
    - 양모 : 청풍인, 김세연(金世淵)
      - 부인 : 해평인, 윤우석(尹禹錫)의 딸

## 참고자료
- 친일반민족행위진상규명위원회 (2006년 12월). 〈이근명〉 (PDF). 《2006년도 조사보고서 II - 친일반민족행위결정이유서》. 서울. 270~282쪽쪽. 발간등록번호 11-1560010-0000002-10. [깨진 링크(과거 내용 찾기)]각주

1. ↑  김삼웅 (1995년 7월 1일). 《친일정치 100년사》. 서울: 동풍. 87쪽. ISBN 9788986072037.

| 전임 윤용선 | 조선의 섭정 1904년 - 1905년 | 후임 (마지막 섭정) |